# Нівкі (Намисловський повіт)
Нівкі (пол. Niwki) — село в Польщі, у гміні Намислув Намисловського повіту Опольського воєводства.
Населення — 64 особи (2011).
У 1975-1998 роках село належало до Опольського воєводства.

## Демографія
Демографічна структура станом на 31 березня 2011 року:
|          | Загалом | Допрацездатний вік | Працездатний вік | Постпрацездатний вік |
| -------- | ------- | ------------------ | ---------------- | -------------------- |
| Чоловіки | 32      | 4                  | 25               | 3                    |
| Жінки    | 32      | 3                  | 20               | 9                    |
| Разом    | 64      | 7                  | 45               | 12                   |